# Vepridaphne
Vepridaphne là một chi ốc biển, là động vật thân mềm chân bụng sống ở biển trong họ Conidae.

## Các loài
Các loài thuộc chi Vepridaphne bao gồm:
- Vepridaphne cestrum (Hedley, 1922)[2]